# Lijst van burgemeesters van Belfeld
Dit is een lijst van burgemeesters van de voormalige Nederlandse gemeente Belfeld die per 1 januari 2001 samen met Tegelen opging in de gemeente Venlo.
| Ambtsperiode | Naam burgemeester                        | Partij of stroming | Bijzonderheden      |
| ------------ | ---------------------------------------- | ------------------ | ------------------- |
| in 1738      | L. Croonenbroeck                         |                    |                     |
| 1805 - 1849  | Jacobus Kessels                          |                    |                     |
| 1849 - 18??  | J.J. Beelen                              |                    |                     |
| 1873? - 1882 | J.P.H.B.H. Janssen                       |                    |                     |
| 1882 - 1894  | G.H. Janssen                             |                    |                     |
| 1895 - 1906  | K.Th.L. de Rijk                          |                    |                     |
| 1907 - 1910  | J.F.L.J.A.M. baron van Voorst tot Voorst |                    | heer van Schadewijk |
| 1911 - 1925  | J.J. Jacobs                              |                    |                     |
| 1925 - 1932  | W.E.H. Janssen                           |                    |                     |
| 1932 - 1942  | R.H.J. Harbers                           |                    |                     |
| 1942 - 1945  | H.J. van de Berg                         | NSB                |                     |
| 1945 - 1952  | R.H.J. Harbers                           |                    |                     |
| 1952 - 1973  | Maarten (M.W.J.M.) van Rijckevorsel      |                    |                     |
| 1973 - 1981  | Piet (P.J.M.) Visschers                  | KVP / CDA          |                     |
| 1981 - 1992  | Paul (P.J.J.M.) Peters                   | CDA                |                     |
| 1992 - 2000  | Frans (F.J.) van Beeck                   | CDA                |                     |